# جامعة نوفي ساد
نوفي ساد (الصربية: Универзитет у Новом Саду) هي جامعة عامة في نوفي ساد، صربيا. تعد جامعة نوفي ساد (إلى جانب جامعة بلغراد) واحدة من أهم المؤسسات التعليمية والبحثية في صربيا وجنوب شرق أوروبا والمؤسسة الرائدة للتعليم العالي في فويفودينا. درس فيها حوالي 42،489 طالبًا ووظفت 3219 عضوًا من أعضاء هيئة التدريس في العام الدراسي 2018-1919. وهي تتألف من 14 كلية وثلاثة معاهد تقع في أربع مدن جامعية - نوفي ساد وسومبور وسوبتيتسا وزرينجانين. تنتمي المؤسسة إلى مجموعة جامعات البحث الشامل ذات المستوى الكبير من الأنشطة البحثية.

## الكليات والمعاهد
تقع كليات ومعاهد جامعة نوفي ساد في أربع مدن تاريخية في مقاطعة فويفودينا المتمتعة بالحكم الذاتي في شمال جمهورية صربيا. يقع مقر الجامعة في نوفي ساد حيث الحرم الجامعي المركزي على ضفة نهر الدانوب بالقرب من قلعة بتروفارادين (التي بنيت في القرن الثامن عشر) ووسط المدينة القديمة.
اعتبارًا من العام الدراسي 2018-19 توجد تسع كليات في نوفي ساد، وثلاث في سوبوتيكا وواحدة في كل من سومبور وزرينجانين. فيما يلي كليات جامعة نوفي ساد مع بيانات حول الموقع والموظفين الأكاديميين وعدد الطلاب اعتبارًا من العام الدراسي 2018-19:
| الكلية                     | الموقع   | الموظفين الأكاديميين | الطلاب |
| -------------------------- | -------- | -------------------- | ------ |
| العلوم التقنية             | نوفي ساد | 901                  | 14,626 |
| العلوم الطبيعية والرياضيات | نوفي ساد | 418                  | 5,618  |
| الفلسفة                    | نوفي ساد | 327                  | 4,136  |
| علم الأدوية                | نوفي ساد | 614                  | 3,998  |
| الإقتصاد                   | سوبتيتسا | 88                   | 3,611  |
| القانون                    | نوفي ساد | 51                   | 2,453  |
| الزراعة                    | نوفي ساد | 183                  | 2,266  |
| التقنية                    | زرنجانین | 68                   | 1,149  |
| الرياضة والتربية البدنية   | نوفي ساد | 43                   | 1,125  |
| التكنولوجيا                | نوفي ساد | 101                  | 1,100  |
| الفنون                     | نوفي ساد | 282                  | 876    |
| علم التربية                | سومبور   | 68                   | 643    |
| الهندسة المدنية            | سوبتيتسا | 42                   | 579    |
| أصول الترية                | سوبتيتسا | n/a                  | 175    |
| المجموع                    |          | 3,219                | 42,489 |